# Vincent Ségal

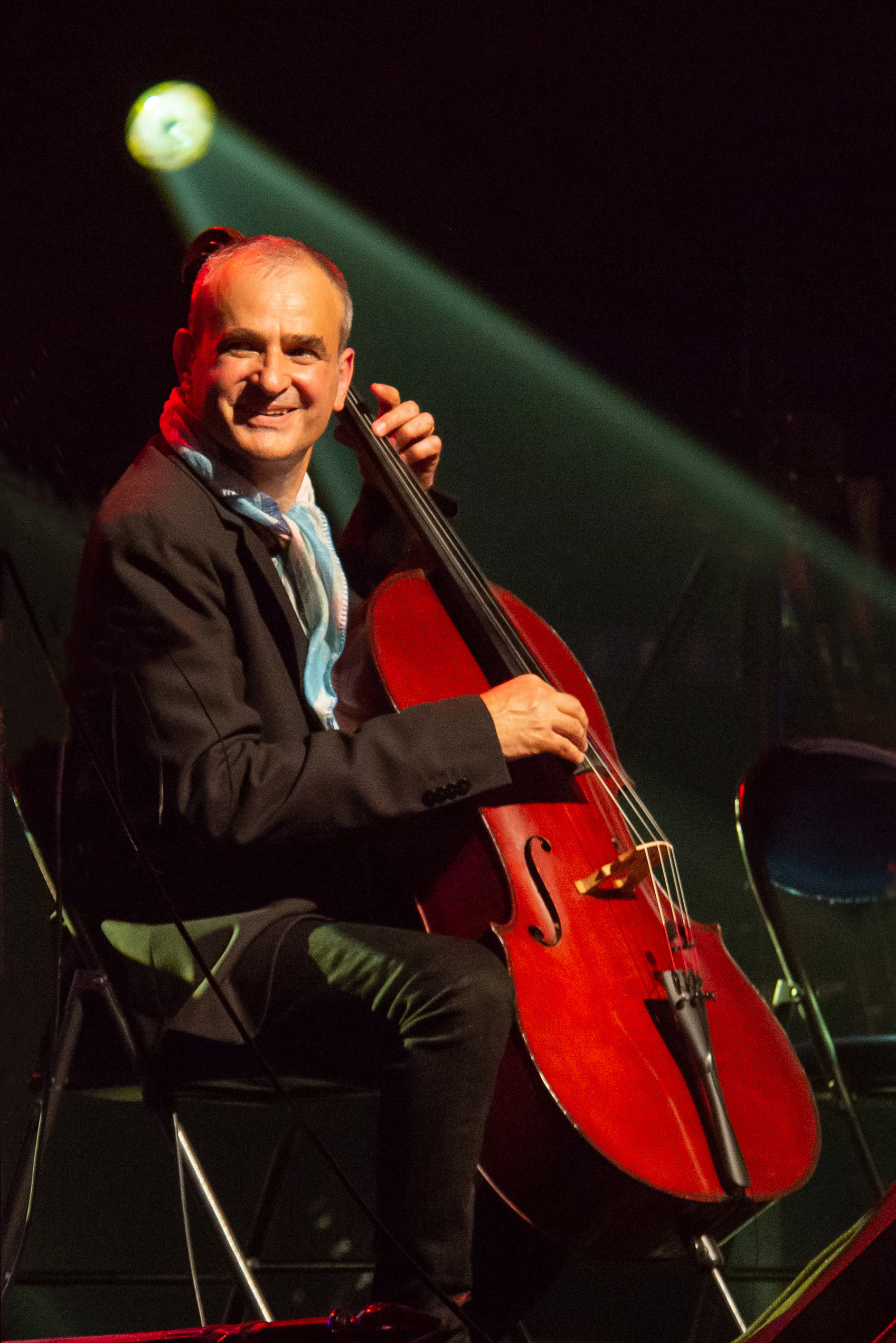
Ségal en 2021.

Vincent Ségal (Reims, 1967) es un violonchelista y bajista francés.
Estudió en la Academia Nacional de Música de Lyon y en el Banff Centre for the Arts de Canadá. Se le conoce por su participación en una gran diversidad de proyectos musicales y en proyectos inusuales.
Es conocido principalmente por sus abundantes colaboraciones y proyectos singulares, como los realizados con Steve Nieve, Elvis Costello, Cesaria Evora, Blackalicious, Carlinhos Brown, la banda francesa de reggae Tryo, Franck Monnet, el proyecto experimental Mujeres Encinta, Georges Moustaki o con Alexandre Desplat en la BSO de Lust, Caution, entre otras de sus películas.
Formó junto con Cyril Atef la banda Bumcello en 1986, que se constituye como un dúo de downtempo. Ha sido ganadora del premio Victoires de la Musique como «Artista Electrónico del año 2006».
Ségal, también ha tocado en todos los álbumes de Matthieu Chedid (-M-). En 2009 trabajó con Sting en su álbum If on a Winter's Night... En octubre del mismo año grabó en el estudio de Salif Keïta en Mali, el álbum Chamber Music con Ballaké Sissoko.

## Discografía

### En solitario
- 2002: T-Bone Guarnerius
- 2007: Cello

### Con Bumcello
- 1999: Bumcello
- 2001: Booty Time
- 2002: Nude for Love
- 2003: Get Me (en vivo)
- 2005: Animal sophistiqué
- 2008: Lynchee Queen
- 2012: Al[4]

### Colaboraciones
Con Ballaké Sissoko
- 2009: Chamber Music
- 2015: Musique de Nuit
- 2023: Les Égarés

Con -M-
- 1997: Le Baptême
- 1999: Je dis aime
- 2003: Qui de nous deux

Con Mujeres Encinta
- 1999: Wild Hongi (The Beak Brackets Series)
- 2001: Carisma de Alquiler

Con Dick Annegarn
- 1999: Adieu verdure
- 2000: Au cirque d'hiver (sello Tôt ou tard)

Con Blackalicious
- 2002: Blazing arrow
- 2005: The Craft

Con Piers Faccini
- 2003: Leave No Trace
- 2014: Song of Time Lost

Con otros
- 1996: Olympic Gramofon con Olympic Gramofon
- 1997: Cabo Verde de Cesaria Evora
- 1997: AlphaGamabetiZado de Carlinhos Brown
- 2000: Bliss de Vanessa Paradis
- 2002: Climax de Alain Bashung
- 2003: Black Orpheus (Neptune) de Keziah Jones
- 2003: Cruel Smile de Elvis Costello
- 2004: Zenzile & Jamika meet Cello por Zenzile
- 2004: Douze fois par an de Jeanne Cherhal
- 2006: Libido de Brigitte Fontaine
- 2006: Navega de Mayra Andrade
- 2007: 33 1/3 de Susheela Raman
- 2009: If on a Winter's Night... de Sting
- 2010: Comme la rencontre fortuite... con Jean-Jacques Birgé
- 2010: Révélations con Jean-Jacques Birgé[5]
- 2011: Dans tous ses états con Jean-Jacques Birgé y Antonin-Tri Hoang
- 2013: Dans tous les sens du terme con Jean-Jacques Birgé y Antonin-Tri Hoang
- 2013: Dépaysages Côté Court con Jean-Jacques Birgé, Antonin-Tri Hoang y Jacques Perconte
- 2020: Pique-nique au labo de Jean-Jacques Birgé
- 2024: Generator de Justice